# Petrogale coenensis
Espèce
Répartition géographique
Statut de conservation UICN

 EN  : En danger
Le pétrogale du Cap York (Petrogale coenensis) est une espèce de wallaby trouvé dans le Nord-Est de l'Australie

## Description
Il mesure 45 à 59 cm de haut; sa queue mesure environ 50 cm. Il pèse 6 kg. La partie supérieure du corps est gris-brun. Il y a très peu de différence entre lui et les six autres espèces de pétrogales trouvés dans cette région et les différences ont été faites seulement par étude génétique.

## Distribution
On le rencontre dans le centre du Cap York, entre les rivières Musgrave et Pascoe. C'est la seule des sept espèces de pétrogales de la région à être complètement séparée des six autres.

## Habitat
Il habite les régions rocheuses (gorges, éboulis, collines) des zones boisées.

## Alimentation
Il se nourrit de pousses d'herbes, de fruits, de graines et de fleurs. Il se laisse nourrir à la main.

## Reproduction
Il se reproduit toute l'année.